# ترقالت
ترقالت بلدية من البلديات النائية بولاية سوق أهراس يعتمد أغلب سكانها على النشاط الفلاحي والرعوي تفتقر إلى النشاطات الصناعية مما دفع مواطنيها إلى البحث عن مناصب الشغل في المدن المجاورة ومدينتي سدراتة وعين البيضاء خاصة.
1. ↑   بي دي إف Recensement 2008 de la population algérienne, wilaya de Souk Ahras, sur le site de l'ONS. نسخة محفوظة 23 يوليو 2018 على موقع واي باك مشين.